# Jan Frank Fischer
Jan Frank Fischer (15. září 1921 Louny – 27. ledna 2006 Praha) byl český hudební skladatel a překladatel.

## Život
Byl nejstarším dítětem JUDr. Antonína Fischera a PhDr. Marie roz. Volcové. Měl tři mladší sourozence: Ing. Antonína Fischera (24. prosince 1922 – 18. ledna 1990), Mgr. Janu Stočesovou (1923–2017) a MUDr. Marii Koukalovou (1925–2004).
Maturoval na gymnáziu v Kralupech nad Vltavou roku 1940. Protože v době německé okupace byly vysoké školy uzavřeny, začal studovat kompozici na Pražské konzervatoři skladbu u Jaroslava Řídkého. Po osvobození jednak pokračoval ve studiu skladby na mistrovské škole a současně studoval hudební vědu na Karlově univerzitě. Vzhledem k důsledkům únorových událostí roku 1948 však musel toto studium přerušit a dokončil jej až po pádu komunismu v roce 1990.
Působil jako umělec na volné noze. Byl skladatelem, autorem operních libret a písňových textů a překladatelem. Se svou první ženou Olgou pracoval na překladech ze španělské literatury. Sám si psal libreta k většině svých oper a dalších velkých kompozic. Napsal scénickou hudbu pro více než stovku činoherních a muzikálových inscenací a několik desítek filmů a televizních inscenací.
Byl činný i organizačně. V letech 1945–1949 byl členem výboru sdružení pro soudobou hudbu Přítomnost, členem komise komorní hudby Svazu československých skladatelů, předsedou pražské komise pro estrádní hudbu i tvůrčím tajemníkem Svazu.
Jeho práce získaly řadu našich i mezinárodních ocenění. Mimo jiné: Cenu mezinárodní poroty na Expo 58 v Bruselu za hudbu k prvnímu Polyekranu, Cenu za spolupráci na programu Laterny magiky, Cenu města Prahy za operu Romeo, Julie a tma, Cenu Svazu československých skladatelů za operu Copernicus a řadu cen za filmovou hudbu. Jan F. Fischer byl od roku 1959 veden v seznamech STB pod číslem 9321 a pod krycím jménem Jan.
Pochován je společně se svou první ženou profesorkou Olgou roz. Frankovou v rodinné hrobce na Olšanských hřbitovech v Praze.

## Dílo

### Opera a balet
- Eufrosina. Balet na libreto Jana Reye na motivy Josefa Kajetána Tyla (1951)
- Ženichové. Komorní komická opera na libreto skladatele podle Simeona Karla Macháčka (1957)
- Romeo, Julie a tma. Opera o prologu, 2 dílech a epilogu na libreto skladatele podle stejnojmenné novely Jana Otčenáška (1961, premiéra 14. 9. 1962 – Národní divadlo Brno)
- Zázračné divadlo. Malá rozhlasová opera na vlastní libreto podle Miguela de Cervantese, (1970)
- Oh, Mr. Fogg! Celovečerní komorní opera podle Verneovy – Kohoutovy Cesty kolem světa za 80 dnů (1970)
- Dekameron. Opera na libreto skladatele a Jaroslava Dudka, volně podle Boccacciova Dekameronu (1975, premiéra 27. 2. 1977 – Státní divadlo v Brně, Miniopera)
- Loutkář. Balet na libreto Vladimíra Vašuta a Pavla Šmoka (1978)
- Copernicus. Opera na libreto skladatele ve spolupráci s Oldřichem Daňkem (1981, napsáno ke 100.výročí otevření Národního divadla v Praze, premiéra 16. 3. 1984 – Smetanovo divadlo v Praze)
- Most pro Kláru. Televizní opera na vlastní libreto (1986)
- Obřady. Opera na libreto Daniely Fischerové (1990)
- Batalion. Celovečerní balet na libreto Vladimíra Vašuta (1996)
- Tys mě tak rozčílil a Varta. Dvě krátké miniopery (1997)
- Drndy a záletnice. Komorní opera na libreto skladatele, volně podle Boccacia a Goldoniho (1999)
- Hry. Malá opera pro Dětskou operu pražskou na libreto skladatele (2002)

### Orchestrální skladby
- Koncert pro violu a orchestr, Op. 10
- Pastorální symfonie pro hoboj a orchestr (1944)
- 14. července. Ouvertura pro orchestr (1945)
- Taneční suita pro orchestr (1951, 7 vět)
- Fantasie pro klavír a smyčcový orchestr (1953)
- Monothematická symfonie (1951, přepracováno 1959, také s názvem Do nového světa)
- Koncert pro klarinet a orchestr (1965)
- Obrazy I. pro orchestr (1970)
- Koncert pro harfu a orchestr (1971)
- Concertino semplice pro klavír a malý orchestr (1972)
- Obrazy II. – Taneční pro orchestr (1973)
- Večerní hudba pro komorní smyčcový orchestr (1973)
- Tryzna pro orchestr (1973)
- Obrazy III. – O radosti pro orchestr (1977)
- Muziky. Podzimní leporello pro mezzosoprán, mužský sbor a orchestr (1978)
- Koncert pro orchestr (1980)
- Partita in C pro smyčce (1982)
- Koncert pro dvě harfy a smyčce (1997)
- Dvojkoncert pro flétnu, harfu a smyčce (1999)

### Komorní skladby
- Sonáta pro klavír (1944)
- Komediantská suita pro klavír (1944)
- Sonáta pro flétnu a klavír (1944)
- Suita pro dechový sextet (1944)
- Suita pro anglický roh a klavír (1945)
- Kvintet pro 2 housle, violu, violoncello a klavír (1948)
- Ballada pro smyčcový kvartet a klarinet (1949)
- Valčík pro 2 klavíry (1952)
- Sedm dopisů (Sonátorům) pro flétnu, basklarinet, klavír a bicí nástroje (1971)
- Preludia pro sólovou kytaru (1971)
- Dechový kvintet (1971)
- Čtyři etudy pro sólovou harfu (1971)
- Canto a Due Boemi pro basklarinet a klavír (1972)
- Pětilístek. 5 snadných přednesových skladeb pro klarinet a klavír (1972)
- Malá suita pro tři zobcově flétny (1973)
- Hudba pro klavír (1977)
- Pohádka pro harfu a flétnu (1979)
- Rozmluvy s harfou. Kvintet pro harfu, flétnu, housle, violu a violoncello (1979)
- Žesťový kvintet (1983)
- Pražská preludia pro pět harf (1983)
- Harfové duo (1986)
- Lyrická rapsodie pro violu a klavír (1987)
- České nebe. Cyklus skladeb pro soubor zobcových fléten a recitaci (1988)
- Hommage a B. M. pro flétnu a harfu (1989)
- Monology pro sólovou harfu (1991)
- Cante hondo pro flétnu a kytaru (1992)
- Sextet pro harfu a dechové kvinteto (1993)
- Armonioso pro housle a klavír (1998)
- Vzpomínka na Romea (1998)
- Zdálo se mi na panenko. Preludium pro flétnu, housle, violoncello a klavír (2002)

### Písně
- Devět dvojzpěvů pro 2 vyšší ženské hlasy a klavír na lidové a vlastní texty (1950)
- Plují lodi do Triany, píseň z inscenace Miguel de Cervantes y Saavedra: Lišák Pedro[2] (1953
- Smrtné písně pro baryton a klavír. Cyklus písní na lidové texty o životě a smrti (1990)
- Písně přátelům pro baryton, basklarinet a klavír (1992)
- Zpěv o čase pro soprán a klavír, na latinské básně Renáty Pandulové (1995)
- Arietty. 5 zpěvů beze slov pro soprán a harfu (1996)
- Chumelí se, chumelí, cyklus písní pro dětský sbor, flétnu a klavír, (1997)
- Narodil se, cyklus vánočních písní a koled pro dětský sbor a harfu (2000)
- Úlomky, šest krátkých skladeb pro dětský sbor a harfu, (2000)

### Scénická hudba (výběr)
- Lope de Vega – Václav Renč: Císařův mim, Národní divadlo v Karlínském divadle, režie Jaroslav Frejka (1944)
- Miguel de Cervantes: Lišák Pedro, překlad a úprava autor a Olga Fischerová, Olomouc, režie Jaromír Pleskot (1953)[2]
- Arthur Miller: Smrt obchodního cestujícího, Národní divadlo ve Stavovském divadle, režie Jaromír Pleskot (1959)
- William Shakespeare: Hamlet, Národní divadlo, režie Jaromír Pleskot (1959)
- Pavel Kohout: Válka s mloky, podle Karla Čapka, Vinohradské divadlo, režie Jaroslav Dudek (1963)
- Pavel Kohout: August August, august, Vinohradské divadlo, režie Jaroslav Dudek (1967)
- Oldřich Daněk a Jan F. Fischer: Jedno jaro v Paříži, muzikál pro činoherce, Vinohradské divadlo, režie Jaroslav Dudek (1985)

### Filmová hudba (výběr)
- Hrnečku, vař (1953, 1. cena na Mezinárodním biennale v Benátkách 1953)
- Kam s ním (1955)
- Čert a Káča (1955)
- Dědeček automobil (1956, 2. cena na Světové výstavě v Bruselu 1958)
- Hlavní výhra (1959)
- Laterna magika II. (1960)
- Pohled do očí (1961)
- Spanilá jízda (1963)
- Lov na mamuta (1964)
- Sedm zabitých (1965)
- Královský omyl (1968)
- Pinocchiova dobrodružství II. (1970)
- Byl jednou jeden dům (1974, televizní seriál)
- Žena za pultem (1977, televizní seriál)